# Villiers-Louis
Villiers-Louis ist eine französische Gemeinde mit 463 Einwohnern (Stand: 1. Januar 2022) im Département Yonne in der Region Bourgogne-Franche-Comté (vor 2016 Bourgogne). Sie ist Teil des Kantons Brienon-sur-Armançon (bis 2015: Kanton Villeneuve-l’Archevêque). Die Einwohner werden Villiersois genannt.

## Geografie
Villiers-Louis liegt etwa zehn Kilometer östlich von Sens und etwa 61 Kilometer westsüdwestlich von Troyes. Umgeben wird Villiers-Louis von den Nachbargemeinden Fontaine-la-Gaillarde im Norden, Pont-sur-Vanne im Osten, Les Vallées de la Vanne im Süden und Südosten, Malay-le-Petit im Westen sowie Saligny im Nordwesten.

## Bevölkerungsentwicklung
| Jahr                       | 1962 | 1968 | 1975 | 1982 | 1990 | 1999 | 2006 | 2013 |
| Einwohner                  | 253  | 257  | 220  | 277  | 311  | 367  | 438  | 445  |
| Quellen: Cassini und INSEE |      |      |      |      |      |      |      |      |

## Sehenswürdigkeiten
- Kirche Saint-Martin aus dem 16. Jahrhundert

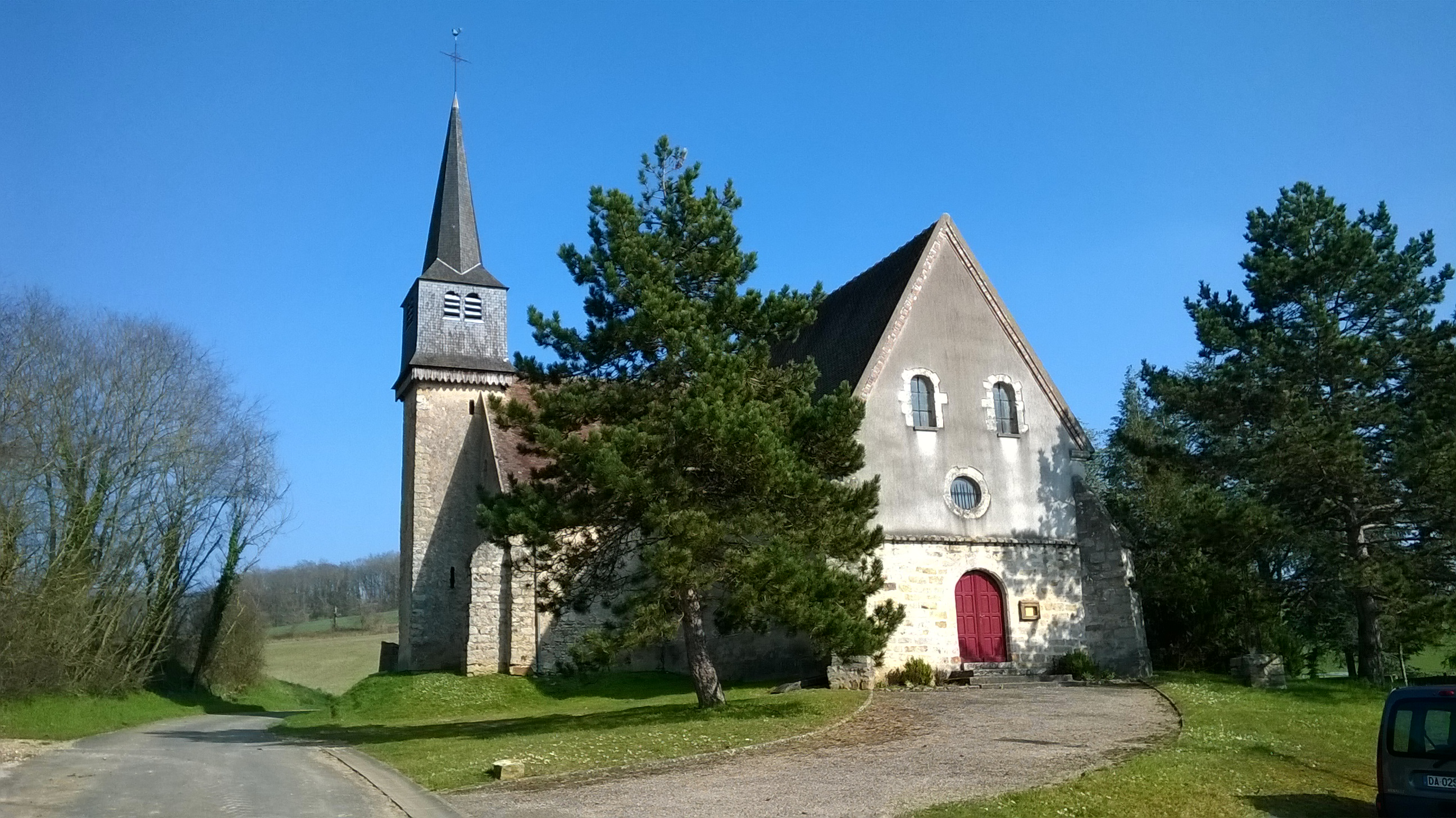
Kirche Saint-Martin